# Falsomesosella andamanica
Falsomesosella andamanica là một loài bọ cánh cứng trong họ Cerambycidae.